# Betsimisaraka
Betsimisaraka är den näst största folkgruppen på Madagaskar efter merina och utgör cirka femton procent av det malagassiska folket. De är huvudsakligen bosatta längs den smala östra och nordöstra kusten, från Mananjary i söder till Antalaha i norr. Deras antal uppgår till omkring 1,5 miljoner (2011). 
Betsimisaraka har en lång historia med omfattande interaktion med europeiska sjömän och handelsmän. Människor med blandat europeiskt-malagassiskt ursprung kallades zana-malata. Europeiskt inflytande är tydligt i de lokala musikstilarna valse (vals) och basesa, som traditionellt framförs på dragspel. Trombaceremonier (andebesättning) har en central plats i Betsimisarakakulturen.
Under slutet av 1600-talet leddes de olika klanerna i den östra kustregionen av hövdingar som ofta styrde över endast en eller två byar. En zana-malata med namnet Ratsimilaho kom då till makten och lyckades förena de olika klanerna under sin ledning år 1710. Hans regeringstid varade i 50 år och under denna tid etablerades en gemensam identitet vilket skapade stabilitet i hela riket. Hans efterträdare lyckades dock inte hålla ihop riket som gradvis försvagades och gjorde det sårbart för det växande inflytandet europeiska, och särskilt franska, bosättare, slavhandlare, missionärer och handelsmän. Det splittrade Betsimisarakariket blev enkelt koloniserat 1817 av Radama I, kungen av Imerina, som härskade från sin huvudstad i Antananarivo i det centrala höglandet. Erövringen av Betsimisaraka under 1800-talet ledde till en relativt fattig befolkning. Under den franska koloniseringen (1896-1960) gjordes en riktad satsning på utbildning och avlönade anställningar på franska plantager. Fortfarande är det huvudsakligen denna produktion, dvs vanilj, ilang-ilang, kokosnötolja och kaffe som idag är den huvudsakliga inkomstkällan. Även gruvdrift förekommer. Traditionellt har man odlat ris, maniok och majs i en form av svedjebruk. Genom historien har betsimisaraka varit kända som sjöfolk, fiskare, valfångare och pirater; deras största kanoter kunde föra med sig minst 50 man. Många tog senare arbete på europeiska fartyg.
Kulturellt kan Betsimisaraka delas in i nordliga och sydliga undergrupper. Många kulturelement är vanliga hos båda grupperna, bland annat förfädersdyrkan, andebesättning, rituella offer av zebus  och en patriarkalisk social struktur. Grupperna kännetecknas av olika dialekter och olika faddy (tabu), liksom vissa begravningstraditioner och andra seder. Betsimisaraka utövar famadihana (återbegravning) och sambatra (omskärelse) och tror på magi och ett brett spektrum av övernaturliga krafter. Många tabuer och folktro kretsar kring lemurer och krokodiler, vilka båda är vanliga i hela Betsimisaraka-territoriet.

## Etnisk identitet
Betsimisaraka utgör cirka 15 procent av befolkningen på Madagaskar och består av mer än 1 500 000 (2011). En del av befolkningen, zana-malata, har delvis europeiskt ursprung som härrör från generationer av samliv mellan den lokala malagasiska befolkningen och europeiska pirater, sjömän och handelsmän som hamnade eller bosatte sig längs den östra kusten. Liksom sakalava i väster, består betsimisaraka av många undergrupper som bildade en konfederation i början av 1700-talet. De flesta betsimisaraka kan spåra sitt ursprung till både till bantufolk och till austronesiska folken i Sydostasien. Deras huvudsakliga område upptar ett långt, smalt band som sträcker sig längs Madagaskars östkust från Mananjary i söder till Antalaha i norr, inklusive öns huvudhamn vid Toamasina och de stora städerna Fénérive Est och Maroansetra.  De är ofta indelade i norra betsimisaraka (antavaratra) och södra betsimisaraka (antatsimo), åtskilda av betanimena betsimisaraka-underklanen (kallad tsikoa före 1710).
Den här artikeln är helt eller delvis baserad på material från en Wikipedia.